# Sergio Pitol
Sergio Pitol (castellà: Sergio Pitol Deméneghi)  (Puebla de Zaragoza, 18 de març de 1933 - Xalapa, 12 d'abril de 2018) va ser un escriptor, traductor i diplomàtic mexicà, així com un activista pels drets humans. Va guanyar el Premi Miguel de Cervantes el 2005.
Destacà per les traduccions d'autors com Jane Austen, Giorgio Bassani, Anton Chekhov, Joseph Conrad o Vladimir Nabokov. També va treballar com a professor a Mèxic i a la Universitat de Bristol.
La seva narrativa aborda els elements existencials a partir d'una perspectiva fantàstica:

## Obres
- El infierno de todos (1964)
- No hay tal lugar (1967)
- Los climas (1966)
- El tañido de una flauta (1972)
- Vals de Mefisto (1984)
- Domar a la divina garza (1988)
- La vida conyugal (1991)
- El arte de la fuga (1996)